# چارلوود

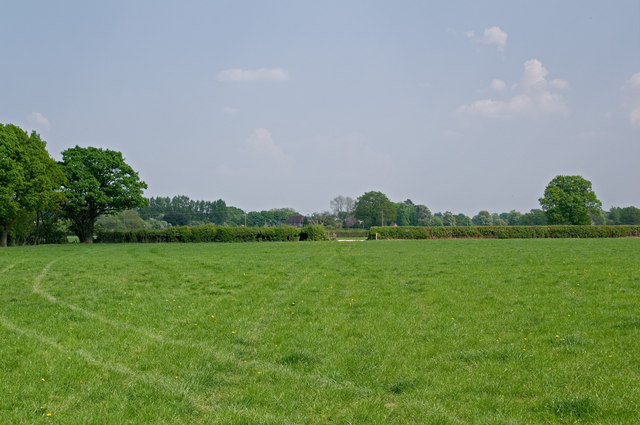
نمایی از منطقه چارلوود

چارلوود (به انگلیسی: Charlwood) یک روستا و محله مدنی در بریتانیا است که در Mole Valley واقع شده‌است. چارلوود ۱۴٫۵۶ کیلومتر مربع مساحت و ۲٬۳۳۷ نفر جمعیت دارد.